# Degelstein
Degelstein (mundartlich: Deglschdaən, veraltet: Tegelstein) ist ein Stadtteil der bayerisch-schwäbischen Großen Kreisstadt Lindau (Bodensee).

## Geografie
Degelstein liegt direkt am Seeufer des Bodensees im Südwesten des festländischen Stadtgebiets von Lindau. Im Osten grenzt Degelstein an den Stadtteil Bad Schachen sowie im Norden an Schwand und im Nordwesten an Reutenen, die jeweils in der Gemeinde Wasserburg liegen. 

## Geschichte
Degelstein wurde erstmals im Jahr 1318 urkundlich erwähnt. Der Ortsname leitet sich vom Wort deger, für groß bzw. stark ab und bedeutet großer Stein. 1332 wurde die Burg Degelstein erstmals erwähnt. Gut 50 Meter vom Festland entfernt, im Bodensee, soll sich die Insel Tegerstein befunden haben. Im Jahr 1818 wurden 21 Häuser im Ort gezählt. 1839 erfolgte der Abbruch der Burg Degelstein, heute sind lediglich Mauerreste des Weiherschlösschens im Gebiet des Lindenhofparks erhalten. Degelstein wurde am 1. Februar 1922 mit der Gemeinde Hoyren nach Lindau eingemeindet.

## Sehenswürdigkeiten

### Schloss Alwind
47° 33′ 31,1″ N, 9° 39′ 12″ O

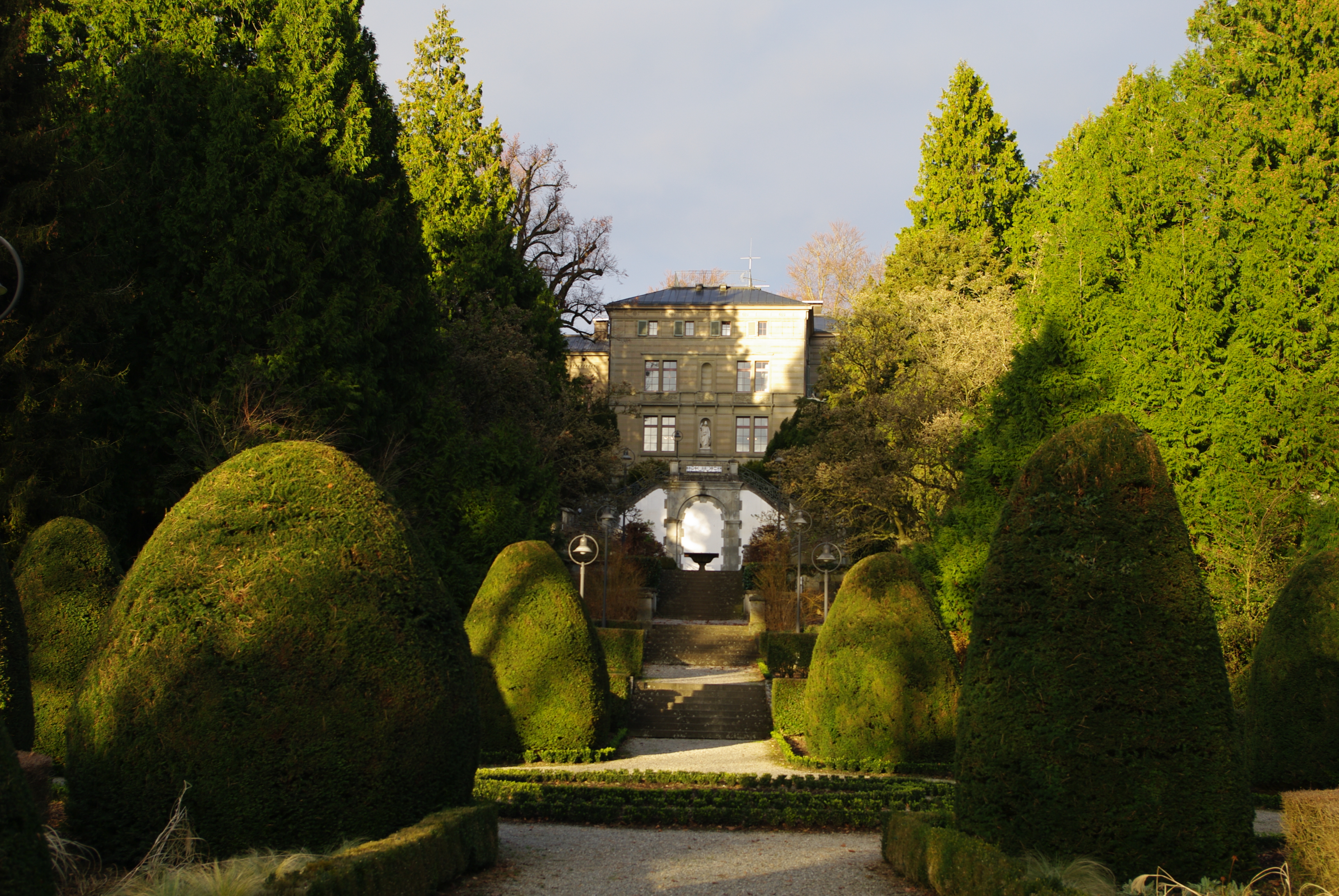
Villa Alwind (2013)

Das Grundstück Alwind (oder Allwind) wurde erstmals 1370 urkundlich erwähnt und war früher im Besitz der
- Herren von Höchst (im 15. Jahrhundert): Der Lindauer Johann von Höchst errichtete 1455 ein burgähnliches Schlösschen, das er „Alwind“ nannte.
- Herren von Montfort
- Johann Baptist Ritter von Spix (1781–1826) wurde vom König für seine Verdienste geehrt. Das Schloss Alwind am Bodensee, das er vom König geschenkt bekommen hatte, konnte er wohl nicht mehr besuchen.[3]
- Herren von Gruber (ab 1797): Georg Gruber war ein Cousin von Friedrich Gruber und er ließ sich einige hundert Meter westlich des Lindenhofs eine Villa als Sommersitz bauen. Die Villa Alwind wurde 1852–1853 als klassizistische Villa mit Flachwalmdach durch den Architekten Johann Christoph Kunkler aus St. Gallen errichtet.[4]
- Leopold König (1852–1912): 1905 kaufte der Textilindustrielle König das Haus, nachdem es über 50 Jahre lang unbewohnt war. Während der „König-Ära“ wurde Alwind in den Jahren 1905 bis 1912 während der Sommermonate zu einem Zentrum des gesellschaftlichen Lebens in Lindau. 1906 wurde hier der Alwinder Hafen errichtet – nach dem Vorbild des Lindauer Hafens mit zwei Molen, von denen die eine eine Löwenstatue trägt.
- Dr. Paul F. Beckmann (1881–1963): Beckmann kaufte 1924 das Anwesen und ließ anstelle des Rebhangs südlich der Villa die Parkanlage errichten.
- Deutsche Post AG (ab 1937): Seit 1942 wurde der Gebäudekomplex als Erholungsheim für weibliche Postangestellte genutzt. Nach dem Zweiten Weltkrieg ging die Anlage an die französischen Besatzungstruppen und kam 1951 an die Deutsche Bundespost zurück. Die Villa und der Park wurden 1952 unter Denkmalschutz gestellt und werden heute als Erholungswerk der Post-Postbank-Telekom genutzt.[5][6]

### Lindenhof-Park und -Bad

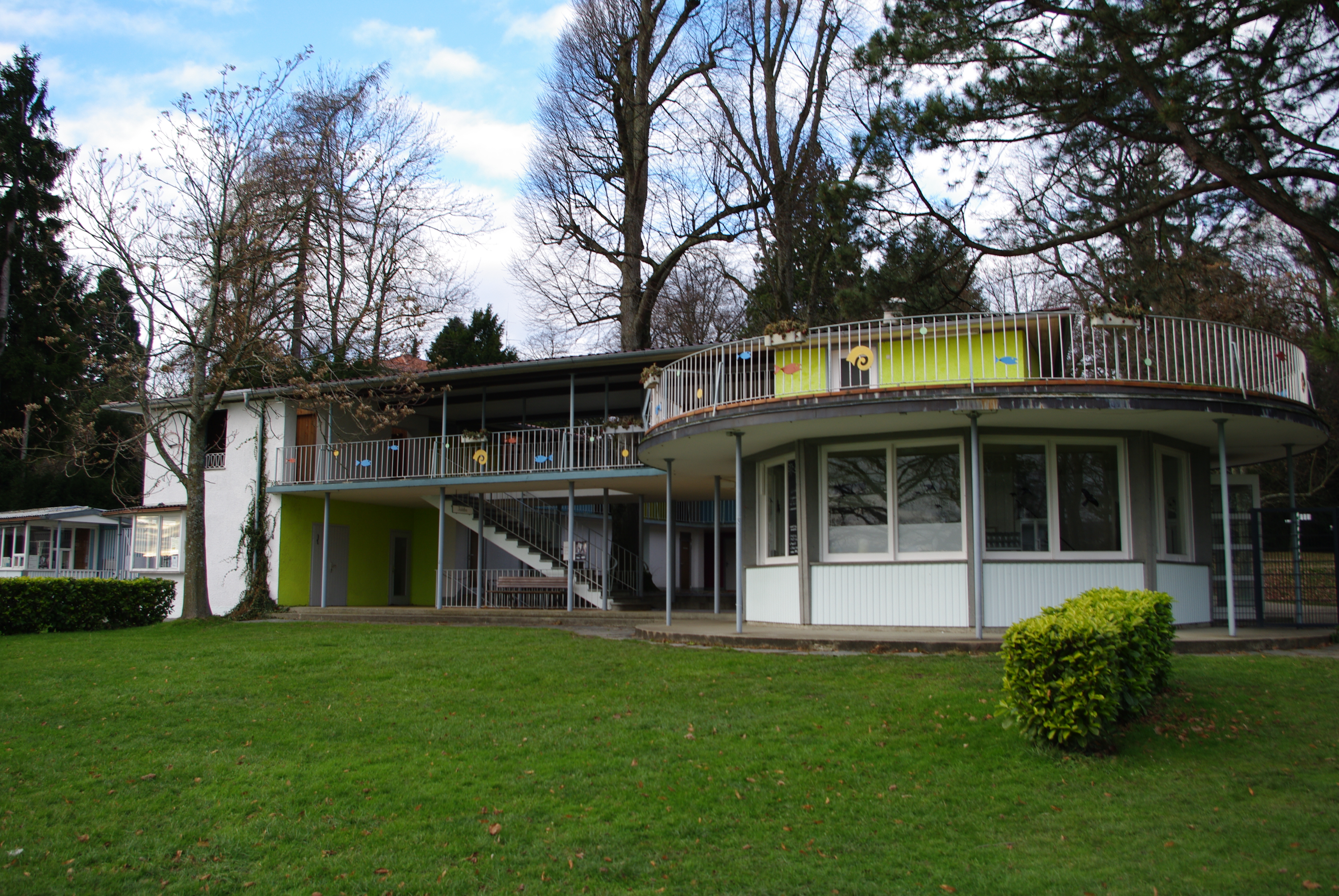
Lindenhofbad (2013)

Der Lindenhofpark ist frei zugänglich und im Sommer wird dort der Seezugang von Badegästen genutzt. Im Park befindet sich die Ruine der Burg Degelstein. Am Rande des Lindenhofparks liegt das Lindenhofbad am Ufer des Bodensees. Dieses Freibad wurde Ende der 1950er Jahre erbaut und besitzt ein zentrales Gebäude von hoher architektonischen Qualität. 2012 wurde es für die Öffentlichkeit zugänglich gemacht und ist seitdem kostenlos zu besuchen.

### Baudenkmäler
Siehe: Liste der Baudenkmäler in Degelstein

## Persönlichkeiten
- Hermann Lingg (1820–1905), Dichter und Mediziner, wuchs in Degelstein auf[7]